# Сабо, Лёринц
Лёринц Са́бо (венг. Szabó Lőrinc; 31 марта 1900, Мишкольц — 3 октября 1957, Будапешт) — венгерский поэт, переводчик.

## Биография
Сабо родился в семье машиниста Лёринца Сабо и Илоны Паницки (Ilona Panyiczky). Когда Лёринцу было три года, семья переехала в Балашадьярмат. Сабо посещал школы в Балашадьярмате и Дебрецене, затем учился в Будапештском университете, где познакомился с Михаем Бабичем. Не окончив университета, Сабо в 1921 году начал работать в газете «Az Est» («Вечер»). Незадолго до этого он женился на Кларе Микеш (Klára Mikes). В газете Сабо проработал до 1944 года. Между 1927 и 1928 годом он стал основателем и главным редактором журнала «Pandora».
Первые стихи Сабо публиковались в 1920-х годах в журнале «Nyugat» («Запад»). Первый сборник «Земля, лес, бог» вышел в 1922 году, имел значительный успех. Л. Сабо перевёл на венгерский язык многие произведения зарубежных поэтов: У. Шекспира, Ш. Бодлера, Ф. Вийона, Мольера, И. Гёте, П. Верлена, Ф. Тютчева, А. Пушкина, О. Хайяма, В. Маяковского, И. Крылова.
Участвовал в сражениях Второй мировой войны. В конце войны находился в Будапеште; при взятии Будапешта советскими войсками капитан Советской Армии из Кыргызстана Темиркул Уметалиев спас Сабо, его семью и библиотеку поэта. В знак благодарности Сабо посвятил капитану стихи «Темиркул Уметалиев».
Поскольку в довоенные годы, встретившись с Дьюлой Гёмбёшем[уточнить] на литературном конгрессе в Лиллафюреде, Сабо отстаивал красоту военной поэзии, поэт был причислен к носителям крайне правых взглядов и после войны не мог публиковать собственные произведения, а только литературные переводы. Признание пришло к Л. Сабо незадолго до смерти, когда он получил премию имени Аттилы Йожефа (1954) и премию имени Л. Кошута (1957).
Умер в Будапеште от сердечного приступа.
На стихи Лёринца Сабо написаны песни «В итальянской опере» и «Музыка», вошедшие в альбом группы «Наутилус Помпилиус» «Переезд».

## Награды
- премия имени Ференца Баумгартена (1932, 1937, 1943)
- премия имени Аттилы Йожефа (1954)
- премия имени Лайоша Кошута (1957)

## Публикации на русском языке
- Стихи// Венгерская поэзия. XX век. М.: Художественная литература, 1982, с.182-199